# Primeiro Consistório Ordinário Público de 1838

## Cardeais Eleitores
| Nº                  | País               | Nome                                  | Idade              | Cargo                                 | Título ou Diaconia                                         |
| Cardeais eleitores  | Cardeais eleitores | Cardeais eleitores                    | Cardeais eleitores | Cardeais eleitores                    | Cardeais eleitores                                         |
| ------------------- | ------------------ | ------------------------------------- | ------------------ | ------------------------------------- | ---------------------------------------------------------- |
| 1                   | Itália             | Chiarissimo Falconieri Mellini        | 43                 | Arcebispo de Ravenna-Cervia           | Cardeal-presbítero de São Marcelo                          |
| 2                   | Itália             | Antonio Francesco Orioli, O.F.M.Conv. | 59                 | Bispo de Orvieto                      | Cardeal-presbítero de Santa Maria sobre Minerva            |
| 3                   | Itália             | Giuseppe Gasparo Mezzofanti           | 63                 | custódio da Biblioteca do Vaticano    | Cardeal-presbítero de Santo Onofre                         |
| 4                   | Itália             | Giuseppe Ugolini                      | 55                 | decano da Câmara Apostólica           | Cardeal-diácono de São Jorge em Velabro                    |
| 5                   | Itália             | Luigi Ciacchi                         | 49                 | vice-camerlengo                       | Cardeal-diácono de Santo Ângelo em Pescheria               |
| In Pectore          |                    |                                       |                    |                                       |                                                            |
| 6                   | Itália             | Giovanni Soglia Ceroni                | 58                 | Patriarca Latino de Jerusalém         | Revelado no Primeiro Consistório Ordinário Público de 1839 |
| 7                   | Itália             | Antonio Tosti                         | 61                 | tesoureiro geral da Câmara Apostólica | Revelado no Primeiro Consistório Ordinário Público de 1839 |
| 8                   | Itália             | Francesco Saverio Massimo             | 31                 |                                       | Revelado no Consistório Ordinário Público de 1842          |
| Revelado In Pectore |                    |                                       |                    |                                       |                                                            |
| 9                   | Itália             | Angelo Mai                            | 55                 | secretário da Propaganda Fide SC      | Cardeal-presbítero de Santa Anastácia                      |